# جورج لوي (كاتب)
جورج لوي (بالإنجليزية: George Lowe)‏ هو مستكشف وكاتب نيوزلندي، ولد في 15 يناير 1924 في هاستينجس في نيوزيلندا، وتوفي في 20 مارس 2013 في إنجلترا في المملكة المتحدة.

## وصلات خارجية
- جورج لوي على موقع IMDb (الإنجليزية)
- جورج لوي على موقع أول موفي (الإنجليزية)
- جورج لوي على موقع قاعدة بيانات الأفلام السويدية (السويدية)
- جورج لوي على موقع قاعدة بيانات الفيلم (الإنجليزية)
- جورج لوي على موقع كينوبويسك (الروسية)